# Coix lacryma-jobi
Lacrime di Giobbe (Coix lacryma-jobi L.) è una pianta tropicale appartenente alla famiglia delle Poaceae. Originaria dell'Asia orientale e della penisola della Malaysia viene oggi coltivata anche altrove, ed in particolare nelle Americhe. È una pianta alta circa un metro e cinquanta e le sue radici sono molto simili a quelle del grano. I suoi semi hanno una forma molto caratteristica ed ovale, di colori che variano dal verde, al viola, a sfumature di marrone, che ricordano delle gocce, donde il suo nome.

## Descrizione

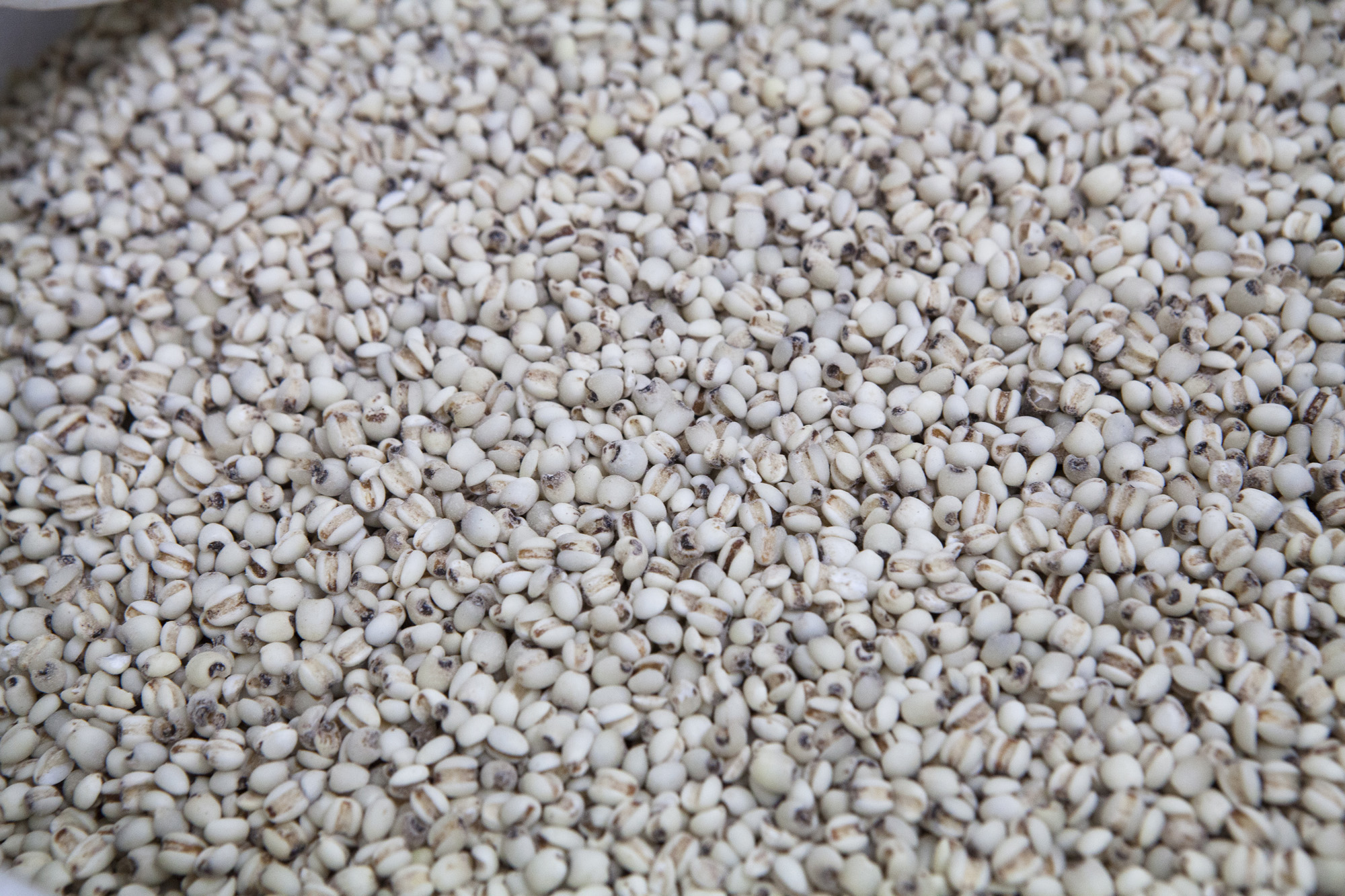
Lacrime di Giobbe

La lacrima di Giobbe è una pianta annuale. Gli steli solidi sono verticali e raggiungono 1–3 m di altezza, ramificati e hanno più di dieci nodi. Le foglie alterne del fusto hanno guaine lisce che sono più corte degli internodi. Le lame fogliari sono lisce o leggermente squamose, appuntite, lineari-lanceolate e sono lunghe 10–50 cm e larghe 1,5–7 cm.
Le infiorescenze peduncolate della specie sono raggruppate in grappoli o singolarmente nelle ascelle superiori delle foglie. Ciascuna infiorescenza (composta) ha sessi separati, femminile nella parte inferiore a forma di spiga e maschile nella parte superiore racemosa. Ciò significa che la lacrima di Giobbe è monoica. La guaina fogliare della brattea dell'infiorescenza avvolge completamente le spighette femminili sessili inferiori, mentre le spighette maschili, solitamente a gambo corto, sporgono da un'apertura all'estremità.
Quando il frutto matura, la cariosside rimane racchiusa nella foglia di copertura tubolare e insieme ad essa forma un falso frutto. Gli utricoli sono di colore biancastro, bluastro o grigio-marrone, da grigiastro a nerastro; nella forma selvatica si induriscono quando il frutto è maturo; Gli pseudofrutti perlacei sono le lacrime che danno il nome alla specie.

## Distribuzione e habitat
La specie cresce spontaneamente sulle rive, nelle valli paludose e nei campi umidi in gran parte dell'Asia, dalla Cina attraverso Taiwan, Bhutan, India, Indonesia, Laos, Malesia, Myanmar, Nepal, Filippine, Sri Lanka, Thailandia e Vietnam fino alla Nuova Guinea.

## Usi
La coltivazione in India è molto diffusa, e la pianta viene trattata per ricavare una birra detta zhu. In Asia orientale, le lacrime di Giobbe si possono trovare sotto forma di chicchi fatti seccare e poi cucinati. I chicchi sono generalmente sferici, di un colore bianco lucido, anche se in Giappone è presente una varietà dai chicchi marrone opaco. In Corea dalla polvere dei suoi semi viene ricavata una densa bevanda chiamata yulmu cha. Una bevanda simile, chiamata yì mí shǔi, è presente nella cucina cinese, ed è ottenuta attraverso la lenta bollitura della pianta e l'aggiunta di zucchero al liquido che ne risulta. Sia in Cina che in Corea dai chicchi vengono ricavati dei distillati come ad esempio il liquore coreano chiamato okroju. L'impiego dei semi trova utilizzo anche nella medicina tradizionale cinese ed indiana.